# Star III
Die Star III  war ein US-amerikanisches Forschungs-U-Boot. Den größten Teil seiner aktiven Zeit wurde das Boot von der Scripps Institution of Oceanography für die Ozeanografische Forschung eingesetzt und wird dort als Museumsschiff erhalten.

## Beschreibung
Der innerhalb des haiförmigen Rumpfes gelegene, kugelförmige Druckkörper mit einem Durchmesser von 1,70 m besteht aus so genanntem  HY-100-Stahl (High-Yield 100.000 psi, also Streckgrenze von 100.000 Pfund pro Quadratzoll, etwa 690 N/mm²). Er besitzt eine rechnerische Zerstörungstiefe vom 1220 m, was bei einer zugelassenen Tauchtiefe von 610 m einem Sicherheitsfaktor von 2,00 entspricht.  Alle Freiräume innerhalb des stromlinienförmigen Hüllkörpers sind mit synthetischem Schaumstoff als Auftriebskörper gefüllt.
Der Hauptantrieb besteht aus einem feststehenden, ummantelten Propeller mit einer Leistung von 5,6 kW am Heck, der von drei um 120 Grad versetzten Stabilisierungsflossen umgeben ist. Die obere Flosse enthält das Seitenruder. Manövriert wird das Boot durch zwei fest montierte, 1,5 kW starke Düsenpropeller, von denen einer horizontal und einer vertikal ausgerichtet ist. Als Energiespeicher dienen Bleiakkumulatoren mit einer Spannung von 120 V und einer Kapazität von 29 kWh. Hiermit wird eine Höchstgeschwindigkeit von 4 kn erreicht; bei einer Dienstgeschwindigkeit von 1 kn liegt die Betriebsdauer des Antriebes um 10 h. Der Auftrieb lässt sich durch Fluten oder Lenzen einer großen Regelzelle regulieren, der Feinabstimmung dient eine kleinere Hilfsregelzelle. Für die Trimmung in der Nickachse um jeweils bis zu 15° kann Quecksilber zwischen zwei Trimmzellen an Bug und Heck umgepumpt werden.
Das Tauchboot ist 7,50 m lang, 2,00 m breit und 2,70 m hoch. Bei einer Eigenmasse von 8800 kg liegt die Nutzlast bei 450 kg. Ein am Bug montierbarer hydraulischer Manipulator reduziert die Nutzlast um 180 kg. Im Einsatz musste die STAR III von einem Mutterschiff mit einer minimal 9 m × 12 m großen Plattform zum Ort des Tauchgangs transportiert werden und benötigte einen 25-t-Kran zum Aussetzen.
Der Besatzung aus einem Piloten und einem Beobachter stehen fünf Beobachtungsfenster mit einem Durchmesser von jeweils 127 mm zur Verfügung.  Das Lebenserhaltungssystem ist für Einsätze bis zu 60 h konzipiert und garantiert eine maximale Nutzungsdauer von 120 h. Im Falle einer Havarie kann durch Abwerfen eines Ballastgewichtes aus Blei, der montierten Ausrüstung und des Trimmquecksilbers ein Notaufstieg ausgelöst werden.
| - Magnesyn-Kompass (System aus einem flüssigkeitsgedämpften Mutterkompass mit Detektion der statischen Induktion und elektrischen Anzeigeräten) - Echolot - Unterwasser-Telefon - Sprechfunkanlage zur Kommunikation an der Wasseroberfläche - 2 TV-Anlagen - Fotokamera - 7 Außenscheinwerfer (4 × 500 W, 1 × 750 W) - optional: hydraulischer Manipulator am Bug, Reichweite 2 m, in 6 Achsen beweglich |  | STAR III internal structure |  |

## Geschichte

### Entstehung
Das Boot entstand als letzter und höchstentwickelter Vertreter der STAR-Serie (Submarine – Test And Research) in den U-Boot-Werften der Electric Boat Division am Ufer des Thames River. Neben Star I-III gehörte hierzu auch die 1964 fertiggestellte Asherah, das erste kommerziell gebaute US-amerikanische Forschungstauchboot. Da die Technologie auch militärisch nutzbar erschien, legte die United States Navy ihr Veto ein, als 1967 auch das Sowjetische Institut für Ozeanografie ein derartiges Tauchboot bestellen wollte. Die Bauwerft machte hier erste Erfahrungen mit dem hochfesten und damals noch extrem teuren HY-100-Stahl, den Electric Boat mehr als 30 Jahre später auch für die Rümpfe der nuklear angetriebenen Jagd-U-Boote der Seawolf-Klasse der US-Navy verwenden sollte.
Der Bau erfolgte parallel mit der Star II, dem unmittelbaren Vorgänger. Für die nochmals verbesserte Star III wurden Gesamtkosten in Höhe von 65.000 US-Dollar veranschlagt. Dies entspricht inflationsbereinigt einer heutigen Summe von etwa 543.000 Dollar. Beide Boote wurden am 3. Mai 1966 an der Pier des Navy Underwater Sound Laboratory in New London, Connecticut erstmals zu Wasser gelassen. Im Juni 1966 erfolgten vor Groton erste Tauchtests bis in eine Tiefe von 600 Meter.

### Einsätze

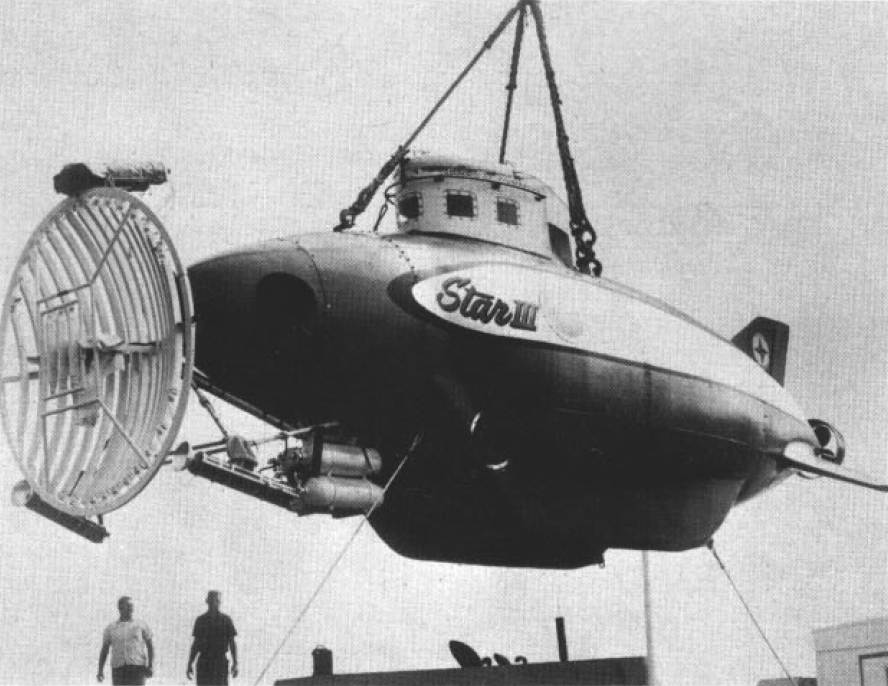
Star III am Kran

Das Tauchboot blieb im Besitz von General Dynamics und wurde für Einsätze nur verchartert. Nach Abschluss der ersten Testphase absolvierte Star III von Juli bis August 1966 Forschungen für das Underwater Sound Laboratory der US-Navy im Seegebiet zwischen New York und den Bermudainseln. Hierzu zählten auch Untersuchungen der sogenannten DSL-Schichten, schallstreuender Schichten aus Meerestieren, die den Einsatz von Sonargeräten erschweren. Im Dezember wurden zusammen mit dem Schwesterboot Star II im Long Island Sound Operationen für verschiedene Abteilungen von General Dynamics ausgeführt. Nach erneuten Tauchtests im Februar 1967 erprobte das Boot von März bis Anfang April verschiedene fotografische Ausrüstungen für das U.S. Naval Oceanographic Office und führte fotogrammetrische Arbeiten aus. Dabei wurden im Golfstrom vor Key West 20 Abstiege in Tiefen bis zu 200 Metern durchgeführt. Im April erfolgte erneut ein Einsatz zusammen mit der Star II. 

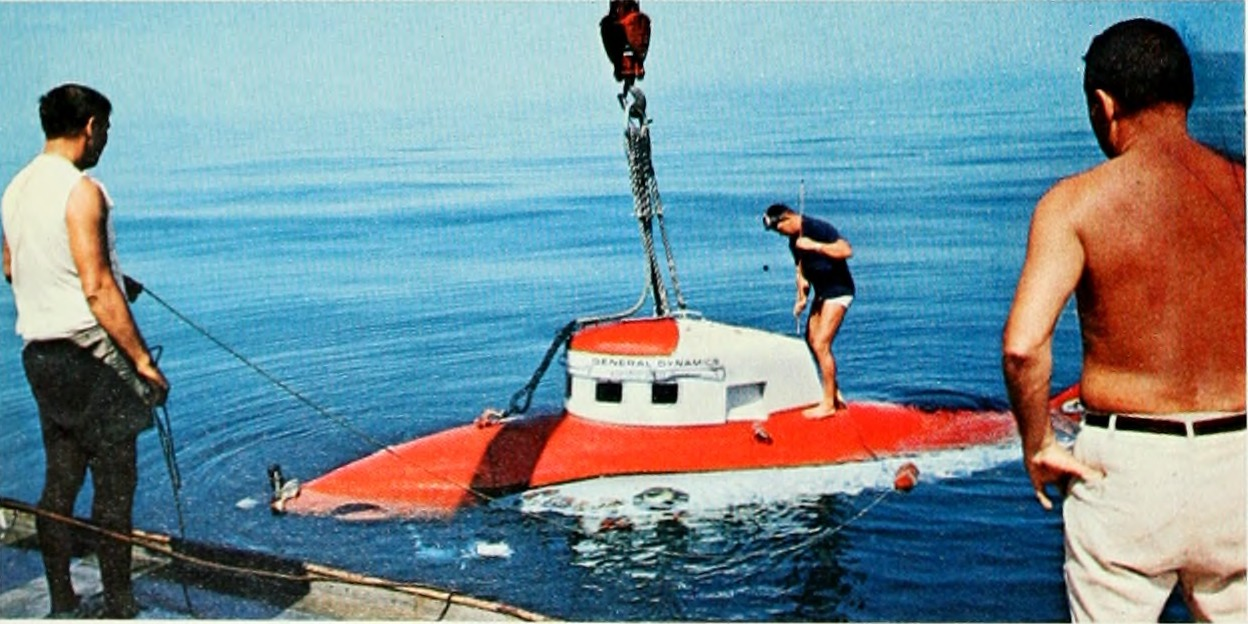
Bei der Inspektion von Fernsprechkabeln für AT&T (1967)

Als ersten kommerziellen Einsatz inspizierte das Tauchboot bis Ende Juni 1967 vor Cape May im Auftrag von American Telephone and Telegraph Co. Telefonkabel und andere Installationen. Insgesamt absolvierte STAR III zwischen Mai 1966 und Juni 1967 215 Abstiege mit einer Gesamttauchzeit von 360 Stunden. Die Einsätze verteilten sich auf 105 Tauchtage mit bis zu 6 Abstiegen pro Tag. Die Einsatztiefen lagen dabei zwischen 5 und 620 Metern. Das Boot erwies sich als sehr zuverlässig. Schließlich wurde die STAR III erstmals für ozeanografische Untersuchungen von der Scripps Institution gechartert, für die sie, noch im Besitz von General Dynamics, bis 1970 etwa 250 Operationen ausführen sollte.
Das Boot war im August 1968 an der Suche nach bei einem Flugzeugabsturz verloren gegangenen Wasserstoffbomben auf dem Meeresgrund vor der Thule Air Base, Grönland, beteiligt. Jedoch wurde der Einsatz, über den man die Dänische Regierung nicht informiert hatte, durch technische Probleme behindert. So konnte nicht das ganze in Frage kommende Gebiet abgesucht werden und es ist bis heute unklar, ob alle Bomben bzw. ihre Fragmente geborgen werden konnten.
Fotos aus dem November 1968 zeigen Star III als Werbeträger zu Füßen der Nelsonsäule auf dem Londoner Trafalgar Square. Im Anschluss wurde das Tauchboot von Great Yarmouth aus für Ölgesellschaften in der Nordsee eingesetzt, um Bohrinseln und Pipelines zu inspizieren.

### Verbleib
Die STAR-Serie galt technisch als gelungen und war auch als Technologieträger für General Dynamics überaus wichtig. Wirtschaftlich dagegen erfüllten sich die in sie gesetzten Erwartungen nicht. Electric Boat, erfahren im Bau militärischer U-Boote, war Mitte der 1960er Jahre nur einer von vielen Herstellern, die auf den hart umkämpften Markt für zivile Tauchboote drängten. Aufgrund der hohen Betriebskosten waren diese jedoch für viele Firmen unattraktiv. Der geplante Bau der tiefseetauglichen Star IV mit einer projektierten Tauchtiefe von 3.600 m wurde nicht mehr begonnen. Schon wenige Jahre später stand mit unbemannten ROV´s für die meisten Anwendungen eine deutlich kostengünstigere Alternative zur Verfügung. Ironischerweise waren es auch die mit der STAR-Serie gemachten Erfahrungen, die es General Dynamics erlaubten, dabei schon bald eine Führungsposition einzunehmen.
So wurde die Star III schon 1970 als Geschenk an die Scripps Institution of Oceanography übergeben, die das Tauchboot noch einige Jahre bei der Ozeanografischen Forschung einsetzte. Das Boot steht heute als Museumsschiff auf dem Institutsgelände vor dem Birch Aquarium und kann von außen besichtigt werden.